# Psychilis dodii
Psychilis dodii là một loài thực vật có hoa trong họ Lan. Loài này được Sauleda miêu tả khoa học đầu tiên năm 1988.